# Sidi-Boughaba
Le lac (ou merja en arabe) de Sidi-Boughaba est un site protégé remarquable pour la préservation de la biodiversité qui relève de la convention de Ramsar.
C'est un des vestiges des dernières zones humides (marécages d'eau douce) de la côte Nord-Ouest du Maroc. La brume rend parfois le paysage un peu irréel, surtout quand elle est épaisse. Elle vient de l'océan Atlantique dont elle n'est séparée que par une haute dune qui se situe au alentour de Mehdia. 
La photo satellite du 16 mai 2005 montre l'embouchure du fleuve Sebou à Mehdia, dont on voit le grand méandre terminal et le panache de sédiments, en mer, avec au sud de cette embouchure, le lac allongé Sud-ouest-Nord-est, parallèlement à la côte atlantique.

## Situation géographique
Située près de la plage de Mehdia, à 13 km du centre ville de Kénitra, la réserve ornithologique de Sidi-Boughaba (ou littéralement « le père de la forêt ») est un endroit très paisible surtout en hiver ou en semaine. En venant du port de pêche de Mehdia, on entre dans un long sillon délimité côté mer (à l'Ouest) par une dune sableuse qui peut l'élever à 25 m de haut et sur laquelle sont construites, côté mer, les dernières maisons de Mehdia. À vol d'oiseau, on est à 1,5 km de la mer. Du côté opposé à la mer, à l'Est, s'élève la muraille parfois abrupte taillée naturellement dans les grès quaternaires d'où sortent les sources d'eau douce qui alimentent le lac. Ce lac s'étend sur plus de 5 km de longueur jusqu'au virage de la route qui mène vers Sidi Taibi, à l'endroit où se trouve la kouba du marabout de Sidi Boughaba.
Le lac mesure entre 5 et 6 km, sa largeur varie entre 100 et 350 m pour une profondeur allant de 0,50 m à 2,50 m. Sa surface, selon les pluies peut varier de 150 à 200 ha.

## Intérêt écologique
On passe un moment assez agréable au bord du lac à observer la faune et la flore.
Un centre d'éducation installé sur le site accueille le public. Il est géré par la Société protectrice des animaux et de la nature (SPANA) dans le cadre d'une convention de partenariat avec le ministère chargé des Eaux et Forêts.

## Faune
La faune présente sur le lac est riche.

### Invertébrés
La faune des invertébrés recèle au moins 156 espèces. Parmi celles-ci, les moustiques ont subi une attaque féroce lors du débarquement américain de novembre 1943. Le DDT avait été déversé en abondance.

### Poissons
On dénombre quatre espèces de poissons.

### Reptiles
Les reptiles terrestres sont bien représentés avec onze espèces telle la vipère lébétine (Macrovipera lebetina) et l'aspic (Vipera aspis) qui fréquentent les éboulis rocheux. On trouve également des tortues terrestres (tortue grecque terrestre). Les couleuvres sont également présentes, hélas trop souvent victimes de la peur atavique du serpent.
Les reptiles aquatiques sont représentés par les tortues d'eau douce.

### Oiseaux

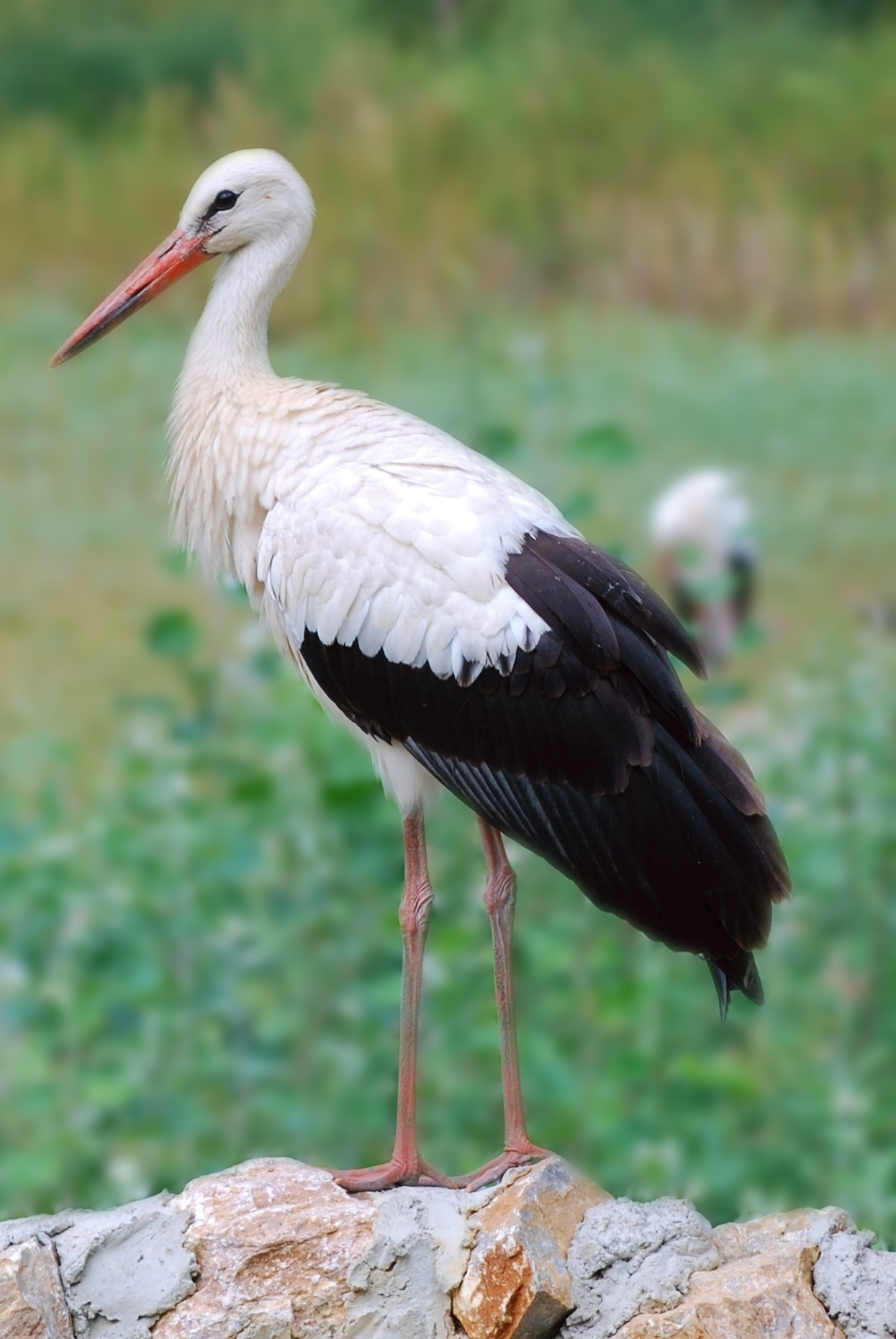
Cigogne blanche : on la trouve en train de chasser et de pêcher au bord du lac

C'est un paradis des oiseaux. Il s'agit d'une ZICO (zone importante pour la conservation des oiseaux) ou IBA (en anglais Important Bird Area).
On compte plus de 171 espèces d'oiseaux dont la majorité ne fait qu'hiverner, le reste y nichant de manière régulière. Le lac est situé sur une route de migrations. Les oiseaux vont se nourrir dans le lac, d'autres au bord de mer. Les espèces observées, entre autres, sont des sarcelles marbrées, des foulques à crête, des grèbes huppés, des flamants roses, des canards souchets et des busards des roseaux.
Une population non négligeable de perdrix y séjourne comme du reste des passereaux migrateurs ou sédentaires.

## Flore et végétation
Au niveau des parties peu profondes du lac, on rencontre une végétation d'algues microscopiques.
Les bords immédiats du lac sont couverts de touffes de scirpes maritimes, de phragmites et de typhas.

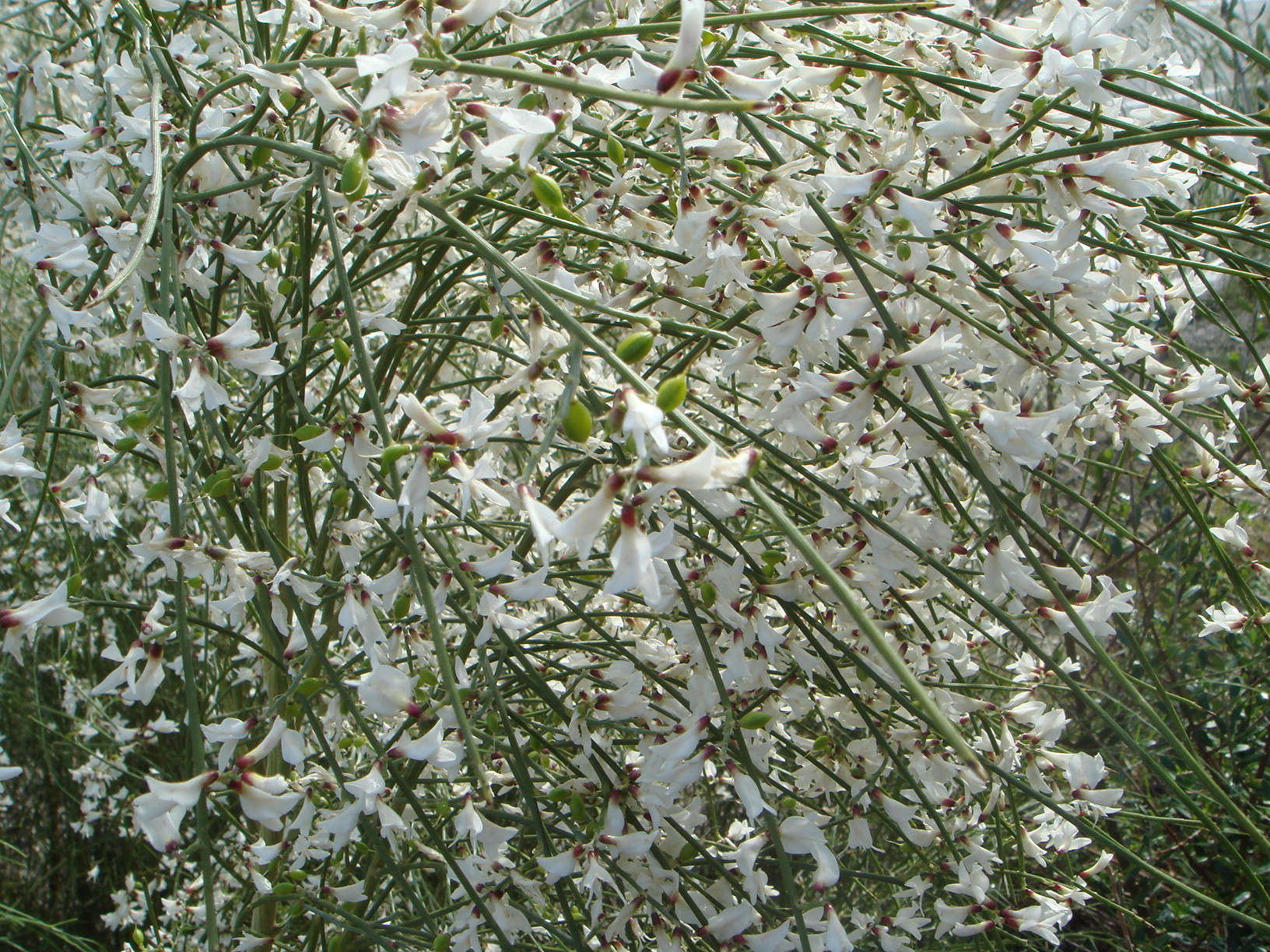
Rtem (Retama monosperma en fleurs (photo prise en Espagne)

La flore ligneuse est riche en espèces locales spontanées. La végétation de la rive nord-ouest est constituée par une junipéraie avec des espèces arborescentes telles que le Genêt blanc (Retama monosperma) et le Genèvrier rouge (Juniperus phoenicea). Les arbres et buissons servent de support à toute une variété de lianes telle Clematis cirrhosa et Tamus communis.

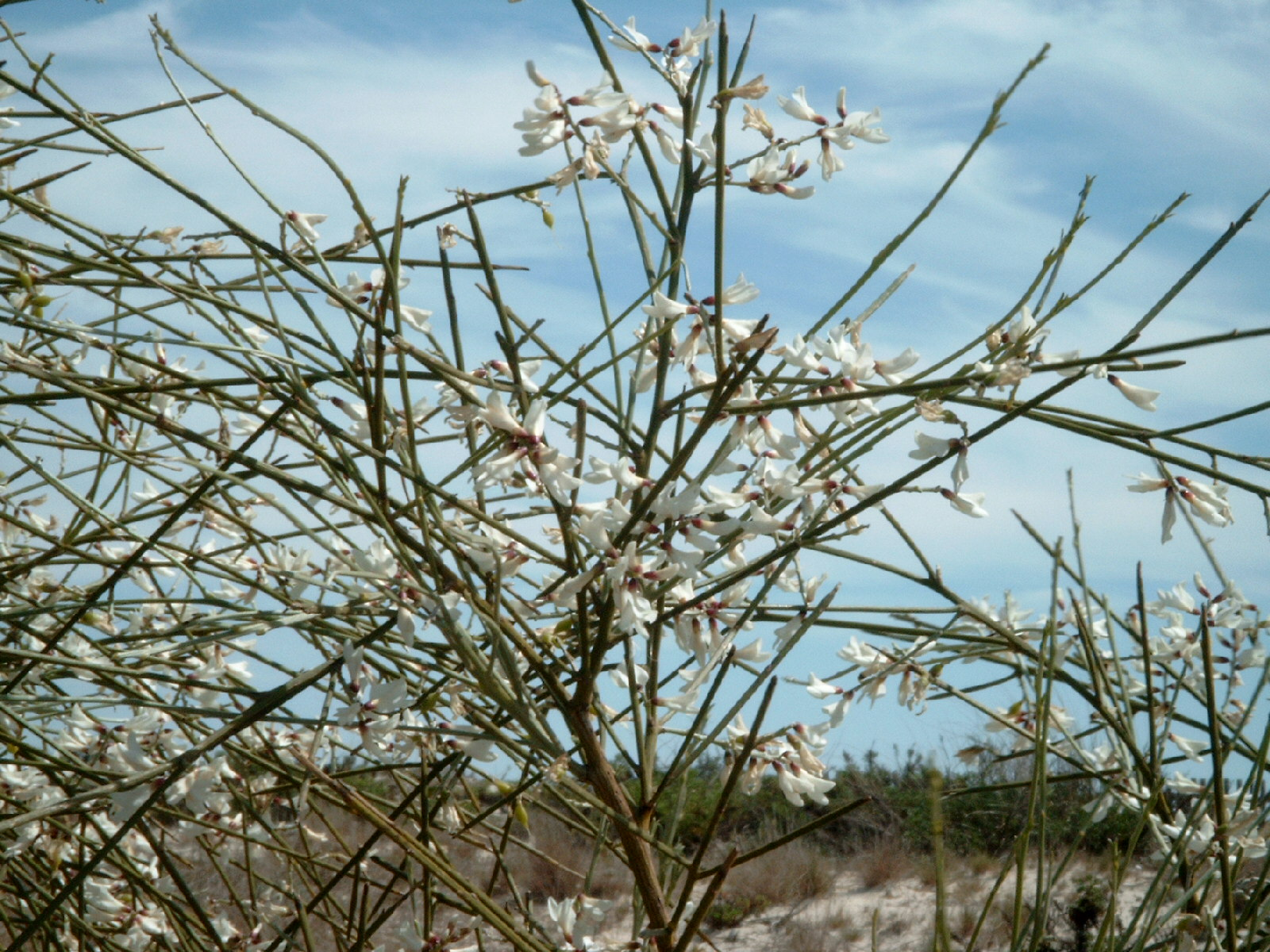
Jeunes rameaux de Rtem ou Genêt blanc

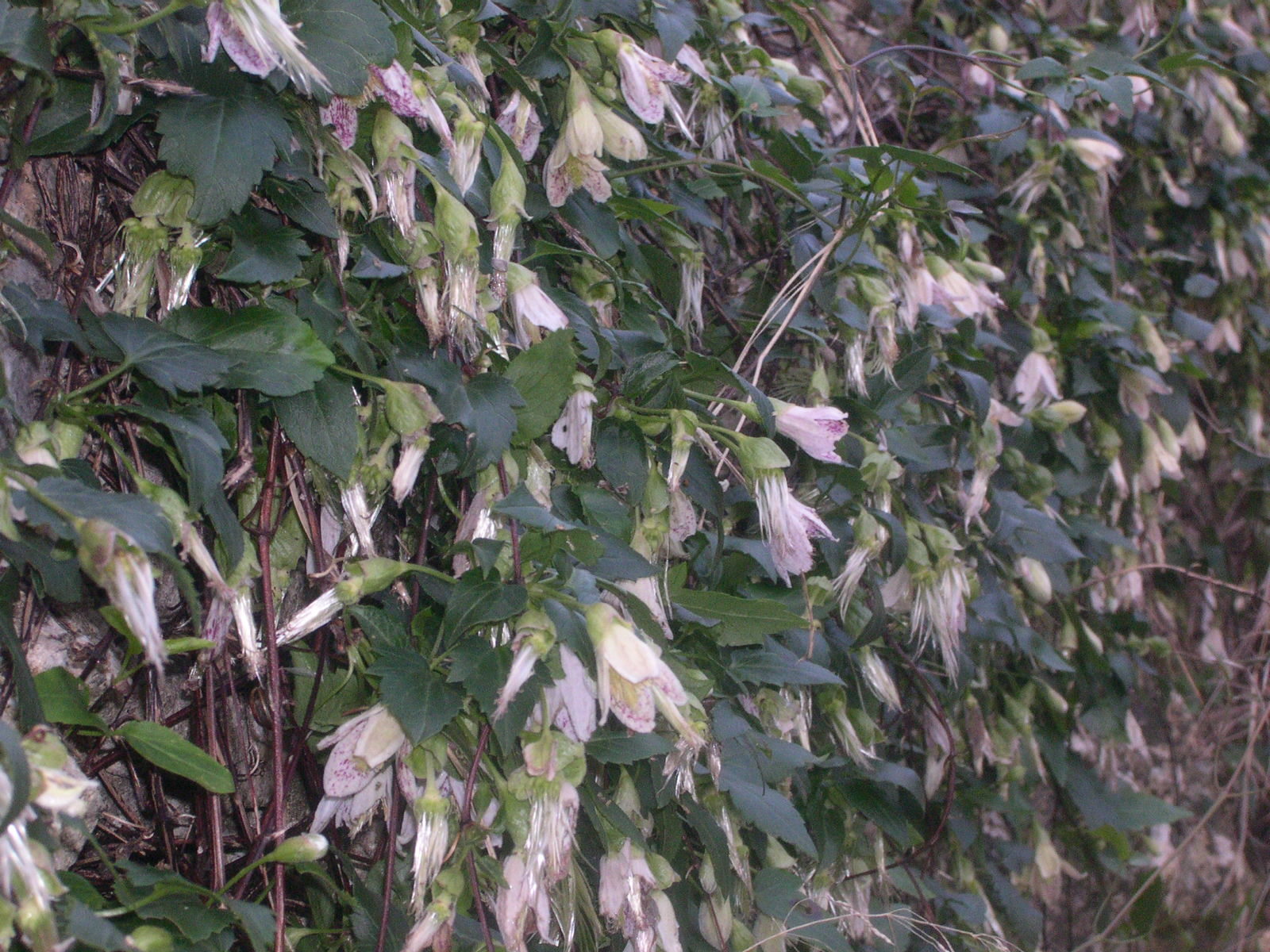
Liane Clematis cirrhosa

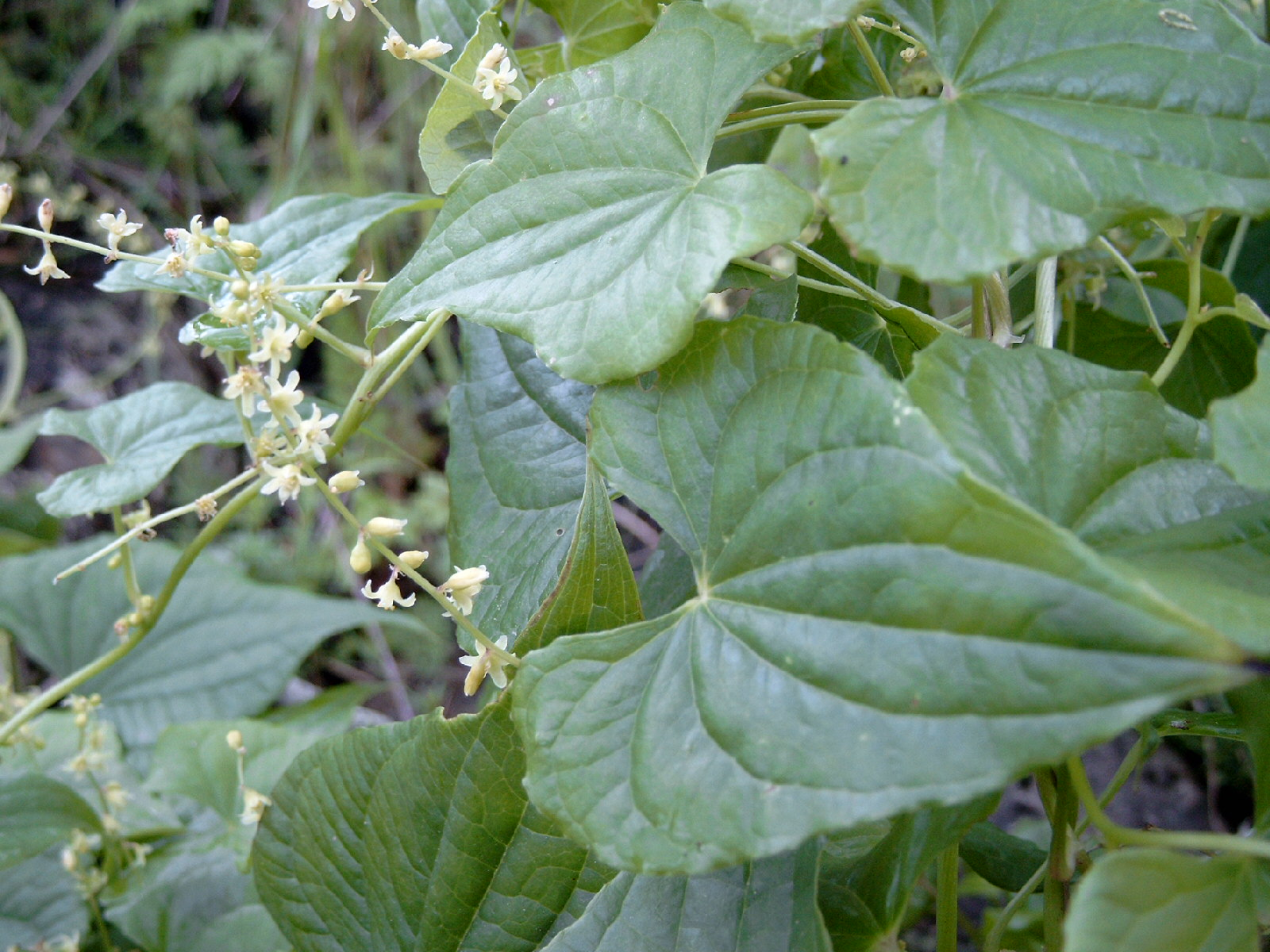
Liane Tamus communis

Un élément allogène est constitué par un reboisement d'eucalyptus sur la rive est, sur une esplanade utilisée pour les pique-niques de fin de semaine.

## Intérêt éducatif
Un écomusée a été ouvert en 1987. Il porte le nom de Centre national d'éducation à l'environnement (CNEE). Il est placé sous l'autorité du ministère chargé des Eaux et Forêts qui a délégué à une ONG internationale.

### Statistiques
Selon l'autorité de gestion de la réserve, « le dépouillement des listes pour les années 1997, 98 et 99, a montré que le CNEE a reçu la visite de 15925 visiteurs, soit à peu près 5300 visites en moyenne par an ».

### Profil des visiteurs

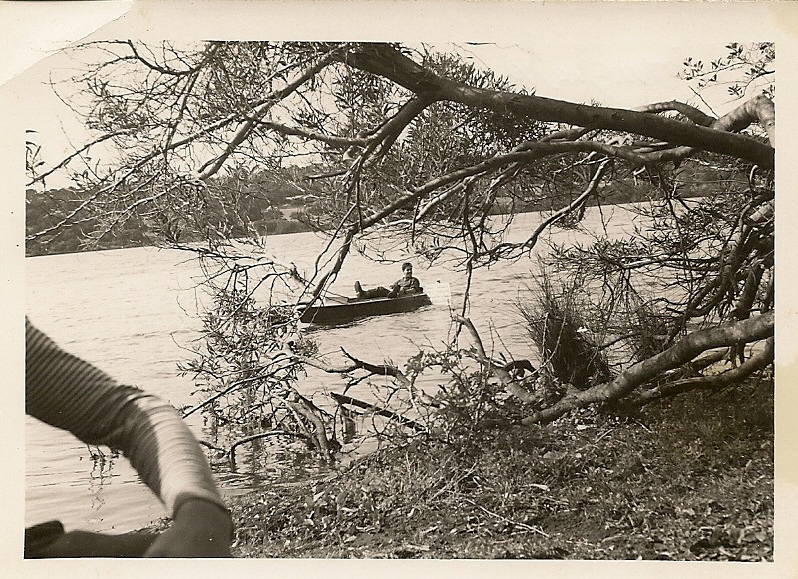
Vue depuis la rive est, face à la mer qui se trouve vers l'ouest, derrière la dune portant la végétation à Juniperus phoenicea et Retama monoseperma. Au premier plan Phragmites et Scirpus

« La majorité des visiteurs est constituée par des élèves et des étudiants soit 63 %, suivis par des fonctionnaires, soit 15 % et les professeurs 7 %. » Toutes les villes du Maroc sont représentées avec cependant une majorité venant de Kenitra, Rabat et Salé.

## Zone menacée
Malgré le protection et selon le site du Centre d'information et d'échanges sur la biodiversité, « la réserve biologique de Sidi Boughaba, site classé sur la liste Ramsar, relative à la Convention internationale des zones humides d'importance internationale, est en péril. Des projets d'aménagement sont en train d'hypothéquer l'avenir de ce haut-lieu de la biodiversité ».